# Sława (ville)
Pour les articles homonymes, voir Sława.
Sława (prononciation : [ˈfsxɔva]) est une ville de le powiat de Wschowa dans la voïvodie de Lubusz située dans l'ouest de la Pologne.
Elle est le siège administratif chef-lieu de la gmina urbaine-rurale de Sława. 
Elle s'étend sur 14,31 km2.

## Histoire
Le nom allemand de la ville était Schlawa. De 1816 à 1932, Schlawa fait partie de l'arrondissement de Freystadt-en-Basse-Silésie dans le district de Liegnitz au sein de la province de Silésie. Durant l'Allemagne nazie, de 1937 à 1945, la ville portait le nom de Schlesiersee.
Après la Seconde Guerre mondiale, avec les conséquences de la Conférence de Potsdam et la mise en œuvre de la ligne Oder-Neisse, la ville est intégrée à la République populaire de Pologne. La population d'origine allemande est expulsée et remplacée par des polonais.
De 1975 à 1998, la ville est attachée administrativement à la voïvodie de Zielona Góra.

Depuis 1999, elle fait partie de la voïvodie de Lubusz.

## Relations internationales

### Jumelages
La ville a signé des jumelages ou des accords de coopération avec:
- Luckau (Allemagne)
- Esneux (Belgique)

## Galerie
|  |  |  |  |

|  |  |